# Fred Worrall
Frederick Worrall-detto Fred- (Warrington, 8 settembre 1910 – 13 aprile 1979) è stato un calciatore inglese, di ruolo attaccante.

## Carriera
Conta due presenze con la Nazionale inglese, con cui ha esordito nel 1935.